# 水銀柱インチ

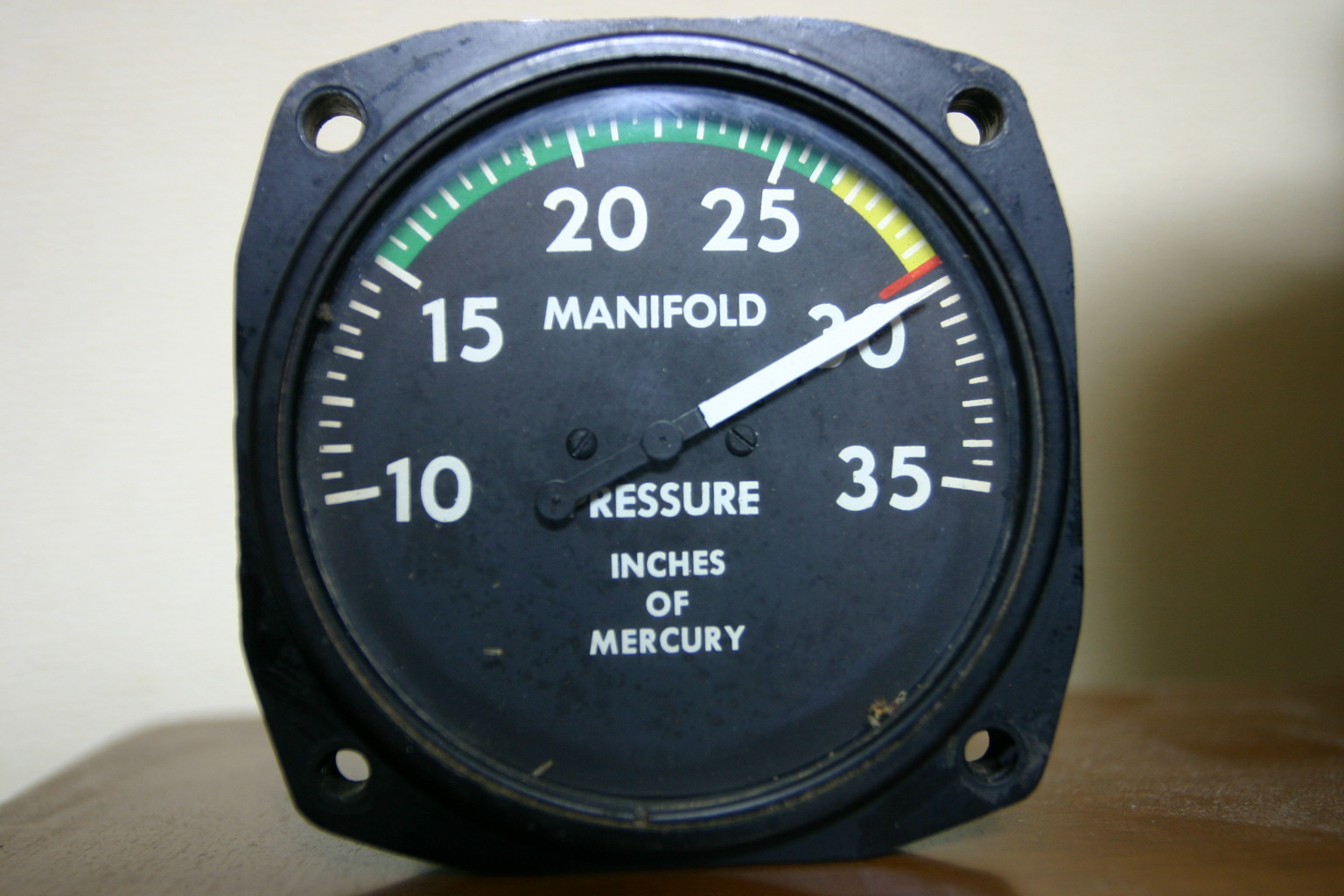
吸気圧力計-表示は水銀柱インチである

水銀柱インチ（すいぎんちゅうインチ、記号：inHg）は、ヤード・ポンド法の圧力の単位である。
日本では、いくつかの例外的な場合（ヤード・ポンド法#日本における使用）を除き、計量法第8条により「取引又は証明」に使用することが禁止されている。アメリカ合衆国では天気予報で気圧を表すために今でも広く使われているが、それ以外の分野では時代遅れになっているようである。航空分野では世界的に気圧やその他の圧力を表すために使用されている。

## 概説
1水銀柱インチは、華氏32度（摂氏0度）の標準重力加速度下で高さ1インチの水銀柱による圧力と定義されている。標準重力加速度は 9.806 65 m/s2、水銀の密度は 13.5951×103 kg/m3、1インチは 0.0254 m であるので、水銀柱インチと国際単位系 (SI) における圧力の単位であるパスカル (Pa) との換算は以下のようになる。
1 [inHg] = 9.806 65 [m/s2] × 13.5951×103 [kg/m3] × 0.0254 [m] = 3386.389 [Pa].
日本の計量法体系では、これを丸めて、1水銀柱インチ = 3386.39 パスカル（又はニュートン毎平方メートル）と定義している。

## 航空分野
航空の分野では高度計規正値に inHg を使用しており、定時飛行場実況気象通報式でもその値が通報される。高高度（地方ごとに異なる転移高度よりも上空）を飛行する航空機は、実際の海面圧に関係なく、標準大気圧 29.92 inHg または 1,013.2 hPa (1 hPa = 1 mbar) を高度計にセットする。多くの航空機ではこの時に水銀柱インチを使う。このようにして表される高度は「フライト・レベル」と呼ばれる。
また、ピストンエンジンの航空機では、エンジン出力を知るための計器である吸気圧力計を使用して、現在の出力を知るが、この計器の表示は水銀柱インチ (inHg) を用いている。